# فرودگاه ویرجینا فالز واتر
فرودگاه ویرجینا فالز واتر (به انگلیسی: Virginia Falls Water Aerodrome) یک فرودگاه خصوصی است که یک باند فرود آب دارد. این فرودگاه در کشور کانادا قرار دارد و در ارتفاع ۶۷۲ متری از سطح دریا واقع شده است.